# Christoph Wigelbeyer

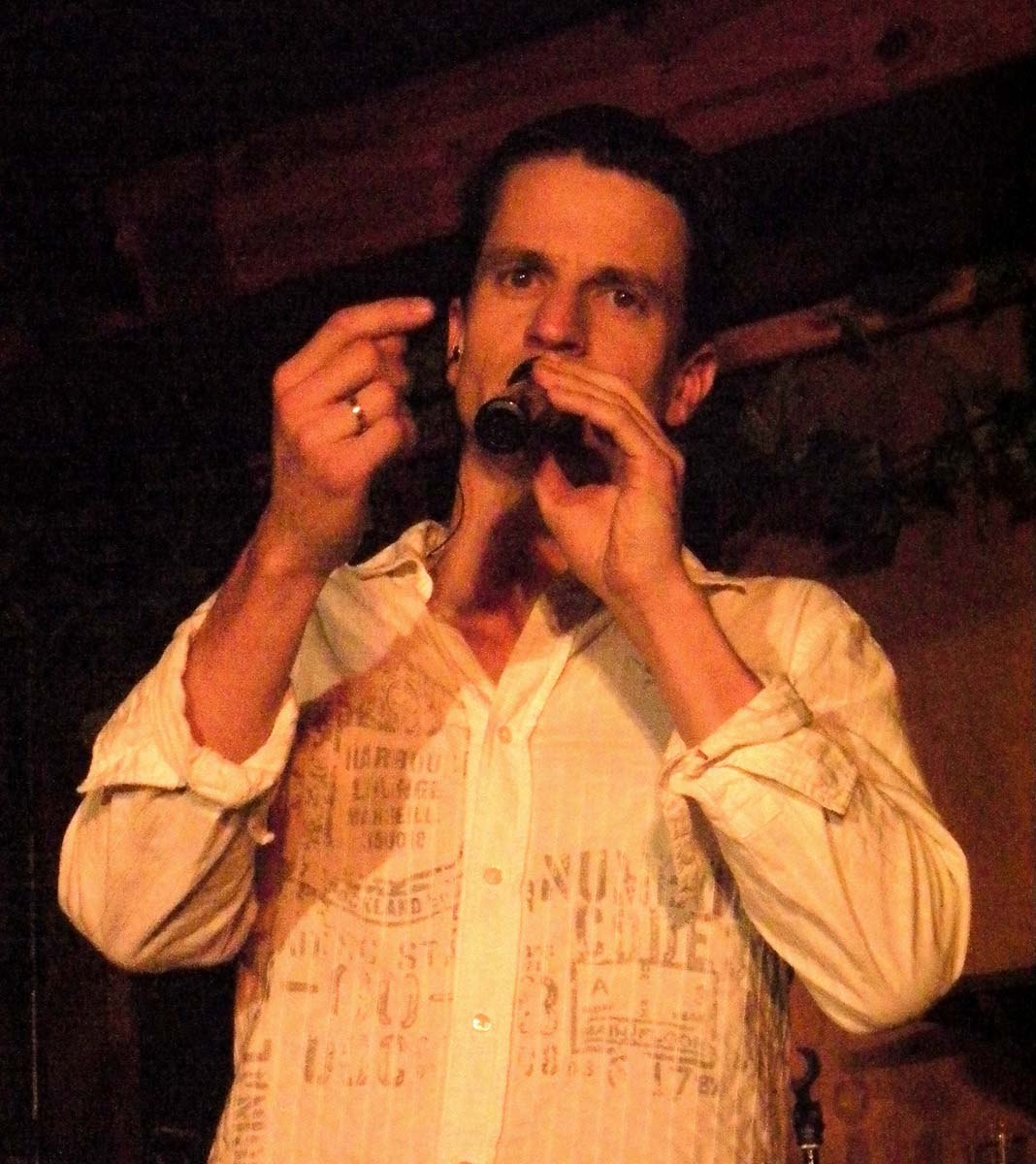
Christoph Wigelbeyer, 2008

Christoph Wigelbeyer (* 1973 in Wels, Oberösterreich) ist ein österreichischer Chorleiter, Dirigent, Sänger und Musikpädagoge.

## Leben
Wigelbeyer absolvierte im Rahmen der oberösterreichischen Nachwuchsförderung Singschule, Klavier und Violine in seiner Heimatstadt und am Linzer Bruckner-Konservatorium. Danach folgte ein Lehramtsstudium für Musikerziehung und Instrumentalmusikerziehung mit Schwerpunkt Gesang und Chorleitung, sowie eine dreijährige Sologesangs-Ausbildung an der Universität für Musik und darstellende Kunst Wien (mdw), daneben absolvierte er Meisterkurse und Privatunterricht. In seiner Diplomarbeit porträtierte er 1998 den ebenfalls in Wels geborenen Ernst Ludwig Leitner. Ein Jahr darauf verfasste er über Leitner auch einen Aufsatz in der Österreichischen Musikzeitschrift.
Er sang unter anderem im Wiener Kammerchor und im Wiener Singverein (geleitet von Johannes Prinz) und im Vokalensemble Company of Music (geleitet von Johannes Hiemetsberger). Am Piano ist er unter anderem auf Nancy Van de Vates 1998 erschienenem Album Vol. IV zusammen mit Elke Eckerstorfer und Sybille Bouda mit dem Stück Contrasts for two Pianos, six Hands (1984) zu hören. Mit Eckerstorfer spielte er auch die Kleine Suite für zwanzig Finger op. 61b von Iván Eröd auf einer 1997 veröffentlichten CD  der Abteilung Musikpädagogik an der Hochschule für Musik und darstellende Kunst Wien.
Von 2006 bis 2008 war er Mitglied des Vokalensembles Mainstreet und war unter anderem beim Abschiedskonzert am 21. Dezember 2008 im Wiener Metropol Teil des Ensembles. 2010 gründete er den Jugendchor pro.vocant, den er bis 2013 leitete.
Seit Mitte 2013 leitet er den von Johannes Hiemetsberger und Jürgen Partaj gegründeten Jugendchor „Neue Wiener Stimmen“ mit rund 80 Sängerinnen und Sängern, welcher ein Projekt der Jeunesse Österreich darstellt. Zusammen mit Hiemetsberger zeichnete er bereits zuvor für die Choreinstudierung anlässlich der Begleitung des Frühjahrsprogramm 2013 des Schweizer Jugend-Sinfonie-Orchesters (SJSO) durch die „Neuen Wiener Stimmen“ verantwortlich. Die „Neuen Wiener Stimmen“ traten unter anderem auch von 2012 bis 2016 beim Filmmusik-Festival Hollywood in Vienna auf und wurden unter Wigelbeyers und Jürgen Partajs Leitung im Januar 2017 beim Chorforum Wien mit dem Programm „Österreich: große Töchter, große Söhne!“ als Chor des Jahres 2016 ausgezeichnet. Weitere Projekte des Chores unter Wigelbeyers Leitung beinhalten Auftritte bei der Eröffnung des Wiener Life Balls (2014 und 2015), bei der Expo 2015 in Mailand, bei der Eröffnung des Carinthischen Sommers 2016 und beim Liszt Festival 2017 in Raiding.
Wigelbeyer ist hauptberuflich Lehrer und Chorleiter am BG & BRG Wien III (Boerhaavegasse). Der Oberstufenchor erhielt unter seiner Leitung beim Bundesjugendsingen 2007 das Prädikat „sehr gut“ und durfte in Folge beim Abschlusskonzert im Festspielhaus Bregenz an der Aufführung des Plichtstückes mitwirken, einer eigens von Herwig Reiter für diesen Anlass komponierten Kantate.
Zudem ist er Lehrbeauftragter am Institut für Musikpädagogische Forschung, Musikdidaktik und elementares Musizieren an der Universität für Musik und darstellende Kunst in Wien.

## Schriften
- Ernst Ludwig Leitner. Ein Portrait. Diplomarbeit aus Musikgeschichte, Universität für Musik Wien, 1998.
- Ernst Ludwig Leitner: „So weiß wie Schnee, so rot wie Blut.“ In: Österreichische Musikzeitschrift, Band 54, Heft 7–8, 1999, S. 40–41.

## Tonaufnahmen
- 1997: Iván Eröd – Kleine Suite für zwanzig Finger op. 61b (mit Elke Eckerstorfer; mdw/Musikverlag Doblinger; CSM 9740-AI)[14]
- 1998: Contrasts for two Pianos, six Hands (1984; Einspielung mit Elke Eckerstorfer und Sybille Bouda) auf Nancy Van de Vate – Vol. IV (Vienna Modern Masters)
- 1999: Franz Liszt – Via crucis • Missa choralis  (Gesang im Teil Missa choralis; Carus)
- 2009: Leonard Bernstein – Bernstein: Mass (Gesang; Chandos)

## Filmaufnahmen
(entstanden während seiner Zeit als künstlerischer Leiter mit dem Chor „Neue Wiener Stimmen“)
- 2013: Hollywood in Vienna – „On to New Worlds“ & A Tribute to James Horner[15]
- 2014: Hollywood in Vienna – „Comedy Tonight“ & A Tribute to Randy Newman[16]
- 2015: Hollywood in Vienna – „Tales of Mystery“ & A Tribute to James Newton Howard[17]
- 2016: Hollywood in Vienna – „The Sound of Space“ & A Tribute to Alexandre Desplat[16]